# Villa Ygatimí
Villa Ygatimí es una ciudad y municipio del Departamento de Canindeyú. Se accede a ella desde Asunción, por la ruta PY03, luego tomando un desvío a la altura de la ciudad de Curuguaty por la Ruta PY13. La ciudad se encuentra próxima al río Jejuími, sus habitantes se dedican principalmente a la explotación maderera. Fue fundado por Juan Gregorio Bazán de Pedraza, en el año 1715, era antiguamente conocida como Terecañy.

## Historia
Las tierras desoladas del Guairá motivaron el éxodo de los pueblos de indios reducidos por los jesuitas, como también las villas de españoles. Los colonos españoles cruzaron el Paraná en el año 1635 y se ubicaron en las nacientes del Río Jejuí, cerca de Curuguaty, en un lugar conocido como Tupaitá.
Allí se reunieron los antiguos habitantes de la ciudad Real de Villarrica del Espíritu Santo y otros puertos del Guairá. En su mudanza a Curuguaty se sumaron por el camino los pueblos de Terecañy, Candelaria y Mbaracayú, y se establecieron en el nuevo asentamiento, cerca de la naciente de Acaray.
En el pasado tuvo gran importancia como centro de acopio yerbatero y durante la Guerra de la Triple Alianza fue sitio de conflictos y decisiones. Hoy su importancia se basa primordialmente en la protección de los bosques y el medio ambiente.
Es asiento de la reserva de la biosfera del Mbaracayú, administrada por la Fundación Moisés Bertoni; a más del lugar de inmolación de las mujeres residentas, durante la Guerra de la Triple Alianza en el sitio conocido como Tendal, al comienzo de la entrada a la Reserva.
El distrito de Villa Ygatimí fue creado por ley el 30 de agosto de 1901 y por un decreto complementario el 28 de febrero de 1902. La Ciudad de Villa Ygatimí, conocida originalmente como Terekañy, se encuentra cerca del Río Jejuími y tiene orígenes franciscanos.

## Geografía
Desde la perspectiva concreta del aspecto físico, se distinguen claramente dos regiones claramente diferenciadas. 
La que se encuentra determinada por las cordilleras de Amambay y Mbaracayú y sus estribaciones, en la que la zona presenta una topografía accidentada, con valles que se muestran muy adecuados para las actividades agropecuarias, la segunda comprende esencialmente terrenos planos y ondulados, con tierras muy aptas para la agricultura. 
Limita al norte con Ypejhú, y, Brasil, separado por la Cordillera del Mbaracayú; al sur con Curuguaty; al este con Corpus Christi, separado por la Cordillera de San Joaquín; y al oeste con Curuguaty, del que se encuentra separado por el río Jejuí Guazú.

## Hidrografía
En cuanto a la riqueza hidrográfica habrá que destacar que es inmensa, son tributarios del Río Paraguay que riegan la zona, el Río Jejuí Guazú y numerosos arroyos como el arroyo Aparay, el arroyo Bolas Ku´á, el arroyo Curuzú, el arroyo Guazú y el arroyo Jejuími.

## Flora y fauna
La Reserva del Mbaracayú se encuentra en gran parte del territorio de Villa Ygatimí, ésta es la primera Reserva de Biosfera reconocida como tal en Paraguay, siendo declarada área protegida en el año 1991. Ubicada en el extremo norte del Departamento Canindeyú, en el límite con la República del Brasil, y comprende una extensión total de 63.000 hectáreas. Está equipada con una infraestructura básica para posibilitar la realización de estudios científicos sobre la flora y la fauna de la región.
Es de suma importancia si se considera que en esa área se protegen los últimos remanentes de bosques tropicales de América del Sur y una importante porción de la Cordillera del Mbaracayú. La flora es sumamente rica en cuanto a árboles florales, lo cual hace que la reserva tenga un atractivo especial. Los estudios botánicos que se realizaron en la zona identificaron 114 plantas de importancia económica, de las cuales casi el 20% está bajo riesgo de extinción. Un elemento importante aporta el hecho de que la zona es el refugio del famoso pájaro campana. En la región existen más de 300 especies de aves.

## Clima
El clima agradable, la máxima es de 39 °C en el verano y la mínima llega a 0 °C durante el invierno, la temperatura media anual de 21 °C, disminuyendo levemente hacia el noreste.
En cuanto a las precipitaciones, de ocurrencia frecuente en la zona, el promedio anual se sitúa alrededor de los 1600 mm, superior a los 1700 mm. El extremo norte es una de las dos zonas con mayor precipitación del país. 
La evapotranspiración media anual es de 1100 mm al menos hacia el noreste, siendo el mes de mayo el más lluvioso y el mes de junio el más seco, lo que da lugar a la formación de selva, al sur, y de los campos cerrados al norte, estrato xerófilo, arbustivo, con sabanas.

## Demografía
Villa Ygatimí posee un total de 13 074 habitantes según datos oficiales del censo paraguayo de 2022.
El distrito cuenta con las siguientes comunidades indígenas distribuidas en todo el territorio: Pypuku, Lagunita, Y apó, San Antonio, Itanarami, Itá poty, Vyá katy, Mboy yagua, Arroyo Bandera, Ka aguy pora poty, Chupa Polu, Nueva Estrella, Japay, Tacuary, Kuetuvy Ytu, Tacua Poty, Yvy Ju, Tekoha kaa poty, Yryapu, Britez cue 4 de octubre, Ygary Poty.

## Economía
En la zona sus habitantes se dedican a la Agricultura y Ganadería. La principal vía de comunicación terrestre de este distrito es la ruta PY13, totalmente pavimentada en asfalto, conectándose en Curuguaty con la ruta PY03, y esta a su vez con la ciudad de Salto del Guairá, la capital del departamento y, además, con la ciudad de Asunción, capital del Paraguay; y con otras localidades del país.
La mayoría de las vías de comunicación están cubiertas con ripios, terraplenes o directamente son de tierra, varios kilómetros pueden ser utilizados dependiendo de la condición climática, ya que son inhabilitados en días de lluvia. El distrito no cuenta con discado directo, poseen varios medios de comunicación y a todos los lugares llegan los diarios capitalinos, y de la zona.